# خالد بن عبدالملک مرورودی
خالد بن عبدالملک مرورودی در زمان مأمون برآمد. منجم مسلمان ایرانی عضو دارالحکمه بغداد بود.
وی از کسانی بود که در رصد کردن خورشید، که در ۸۳۲–۸۳۳ در دمشق صورت گرفت، شرکت داشت.
پسرش محمد و نوه‌اش عمر هم منجم بودند. عمر زیجی ساخت و کتابی در باب اسطرلاب (مسطح) نوشت.

## اندازه‌گیری محیط و شعاع زمین
وی در پروژه اندازه‌گیری محیط و شعاع زمین که در ۸۳۰ میلادی توسط خلیفه مأمون تعریف شد بهمراه یحی ابن ابی منصور. یعقوب ابن طارق و سند ابن علی و محمد ابن کثیر فرغانی و ابوریحان بیرونی شرکت داشت.